# Nicolas de Bourgogne
Nicolas de Bourgogne oder Nikolas von Burgund (auch Burgundius, Bourgoigne oder Niklaas van Bourgondien; * 29. September 1586 in Enghien; † 4. Januar 1649 in Brüssel) war ein Staatsmann, Historiker, Dichter und Rechtswissenschaftler.

## Leben
Bourgogne wurde als Sohn eines königlichen Rates und Rentmeisters geboren. Er absolvierte die Humaniora am Collège d’Houdoin in Mons. Anschließend widmete er sich dem Studium der Schönen Künste und der Rechtswissenschaften an der Universität Löwen, das er als Lic. iur. abschloss. Nach seinem Studium ließ er sich in Gent als Advokat nieder. Neben seiner juristischen Arbeit war er auch als Dichter aktiv.
Bourgogne folgte 1627 einem Ruf von Kurfürst Maximilian von Bayern als ordentlicher Professor der Rechte an die Universität Ingolstadt. Außerdem wurde er dort zum Dr. iur. promoviert. Er erhielt kurz darauf die Ernennung zum kurbayerischen Rat, zum Hofhistoriographen sowie die Pfalzgrafenwürde. Er war als Berater und Gutachter für den bayrischen Herzog tätig, insbesondere in der Verteidigung der Ansprüche des Herzoges auf die Kurwürde.
Bourgogne kehrte 1639 nach Brabant zurück und wurde dort zum 31. Juli 1639 Mitglied des Großen Rates von Brabant. In diesem Amt verblieb er bis zu seinem Tod.

## Werke (Auswahl)
- Oratio de gradibus ad eloquentiam dicta Lovanii, Frankfurt am Main 1615.
- Poemata, Antwerpen 1621.
- Historia Belgica: Ab Anno 1558, Bayr, Ingolstadt 1629.
- Ius Belgarum, Leiden 1665.
- Ludovicus IV. imperator sive historia bavarica, Helmstedt 1705.